# Старина (Негорельский сельсовет)
Старина́ (бел. Старына) — деревня в составе Негорельского сельсовета Дзержинского района Минской области Беларуси. Деревня расположена в 20 километрах от Дзержинска, 62 километрах от Минска и в 9 километрах от железнодорожной станции Негорелое.

## История
Известна с конца XIX века — начале XX века, как имение Старина в Койдановской волости Минского уезда Минской губернии. В 1897 году, по данным всероссийской переписи в деревне 25 жителей, неподалеку находились 2 одноимённых фольварка (5 дворов, 56 жителей), 2 урочища (3 двора, 28 жителей). В 1917 году деревня Старина Новая (22 двора, 128 жителей), посёлок Старина (6 жителей), деревня (26 жителей) и урочище (8 жителей).
С 9 марта 1918 года в составе провозглашённой Белорусской Народной Республики, однако фактически находилась под контролем германской военной администрации. С 1 января 1919 года в составе Советской Социалистической Республики Белоруссия, а с 27 февраля того же года в составе Литовско-Белорусской ССР, летом 1919 года деревня была занята польскими войсками, после подписания рижского мира — в составе Белорусской ССР.
С 20 августа 1924 года в составе Негорельского сельсовета (в 1932—1936 годах — национальном польском сельсовете) Койдановского, затем Дзержинского района Минского округа. С 31 июля 1937 года по 4 февраля 1939 года в составе Минского района, с 20 февраля 1938 года в составе Минской области. В 1926 году, по данным всесоюзной переписи в посёлке — 5 дворов, на хуторе — 2 двора, 8 жителей. Во время коллективизации организован колхоз. 
В Великую Отечественную войну с 28 июня 1941 года по 6 июля 1944 года находилась под немецко-фашистской оккупацией, на фронте погибли 14 жителей деревни. Входила в состав колхоза «Беларусь» (центр — д. Гарбузы). В 1991 году — 24 двора, 62 жителя. По состоянию на 2009 год в составе сельскохозяйственного предприятия ЗАО «Негорельское». 30 октября 2009 года деревня передана из ликвидированного Негорельского поссовета в Негорельский сельсовет.

## Население
| 109  | ↘ 57 | ↗ 168 | ↘ 141 | ↘ 62 | ↘ 47 | ↘ 37 |
| 2010 | 2017 | 2018  | 2020  | 2022 |      |      |
| ↘ 22 | ↘ 18 | ↗ 23  | → 23  | ↗ 25 |      |      |